# 把駐力
把駐力（はちゅうりょく、holding power）とは、主に船舶で使用する錨が底質（岩などは除く）との間に生み出す抵抗力を指す。係留力の基となるアンカーによる力なので、鎖で生じる抵抗分は含まない。ただし、船舶に対する錨鎖全体の係留力を把駐力として扱う場合もある。
把駐力の大きさは、錨の形状（種類）、大きさ（重量）、底質（砂やヘドロなど）に依存し、錨の姿勢（状態）によっても大きく変化する。単位は一般的にトン（t）またはキログラム（kg）が用いられる。
船舶の係留力は使用している錨鎖の総把駐力となるので両舷の錨を使用した場合、
総把駐力=（主錨の把駐力+鎖の抵抗力）+（副錨の把駐力+鎖の抵抗力）
となる。鎖の抵抗力は、繰り出された全体の長さではなく、海底との接触長さによる。錨鎖が海底に接触している距離が長いほど、把駐力が大きくなる。把駐力が消失する錨鎖の長さは、一般的に水深の1.5倍の長さと呼ばれる。この長さをショート・ステイ（short stay）という。「停泊中と航海中」の境界は「アップアンドダウン」。

## 把駐力の測定
測定は実験水槽もしくは実海域において行われ、どの場合でも計測された抵抗力から鎖（ワイヤー）の抵抗力を除き錨の抵抗力=把駐力を求める。実験水槽では一般的に砂が使用されるが、海底を想定して水槽に水を張る水式と乾燥した砂を使用する乾式とに分かれる。砂に含まれる水の量（含水率）が飽和状態であれば、乾式と大きな差がでないため実験のやりやすい乾式が一般的な実験方法となっている。
実海域での測定は、実際に使用されている錨（小型の模型ではない錨）を使用するので、牽引には船舶の推進力またはウィンドラスを使用する。このため、準備が大がかりで費用もかかるため一般的では無いが、錨泊地における実際の把駐力が求められるので重要な測定方法となる。
測定結果は「把駐力特性曲線」としてグラフ化され、この曲線が示す最大値を「最大把駐力」、最大把駐力を錨の重さで除したものを「把駐係数」という。

## 把駐力特性曲線
把駐力特性曲線は錨の引かれた距離と計測された把駐力とのグラフで、このグラフから錨の掻き込みしやすさ（速度）、最大把駐力、把駐係数または把駐力係数、安定性を知ることができる。
錨をけん引してすぐに把駐力が大きくなって行けば掻き込みが速く、グラフが飽和曲線のように一定の値を示し続ければバランスの良い安定した錨であると判断できる。また、グラフが最大値を示してから大きく落ちる場合、錨が傾くもしくは「反転現象」を起こしたなどの錨の状態を知ることもできる。

## 把駐係数
把駐係数（把駐力係数）は錨の性能を評価する値の1つで、把駐力特性曲線から求められた最大把駐力を錨の重量で除した「最大把駐係数」を一般的に「把駐係数」と呼んでいる。この値の高い錨を高把駐力アンカーと呼ぶが、船級によって取り扱いが多少異なり、国土交通省海事局のJGでは比較アンカーの3倍の把駐力を高把駐力とし、日本海事協会NKでは6以上12未満を高把駐力、12以上で錨重量が1500kg以下の場合を超高把駐力と定めている。ただ、安定性が低く反転現象を起こしやすい錨であっても最大把駐力が高ければ高把駐力アンカーとして扱われてしまう問題がある。